# 宮原安春
宮原 安春（みやばら やすはる、1942年1月2日 -2017年1月20日）は、日本の元政治運動家、ノンフィクション作家。

## 経歴
長野県埴科郡戸倉町（現千曲市）出身。長野県上田高等学校卒業、早稲田大学第二文学部露文科中退。
平岡正明らと政治結社『犯罪者同盟』を結成。1962年に、松田政男、山口健二、川仁宏らが企画した自立学校に、学生として参加し、事務局だった平岡正明と知り合う。平岡ともに、自立学校の講師だった森秀人に師事。
1963年、犯罪者同盟の機関誌の単行本『赤い風船あるいは牝狼の夜』を刊行したところ、猥褻図画頒布の容疑で警視庁から捜査を受ける。なお、この捜査の際、安原の自宅に赤瀬川原平（赤瀬川も自立学校の学生であった）の芸術作品「印刷千円札」があったことから、「千円札裁判」が起きるきっかけになった。安原らの身元引受人には森秀人がなった。
1960年代末に三年間、ニューヨーク日本倶楽部に勤務。帰国後の1972年、第一期『情況』に革命小説『わが愛しのテロリアン』を連載。その後、週刊誌記者、コラムニスト等を経て、ノンフィクション作家となる。近年は70年代初期までの左翼的な活動とはまったく異なる、著書を刊行している。埼玉文芸賞受賞。

## 著書
- 『赤い風船あるいは牝狼の夜』（編著、個人出版） 1963
- 『俺は熱いぞホットだぞ』三一書房 1970
- 『流刑人宣言 ロックを旅する遊子たち』あすか舎, 1973
- 『ニューヨーク・ララバイ』CBSソニー出版 1979
- 『誇りて在り―「研成義塾」アメリカへわたる』講談社 1988
- 『英雄に学ぶ自分づくりのススメ』スコラ 1989
- 『軽井沢物語』講談社 1991、講談社文庫 1994
- 『わが愛しのテロリアン』情況出版 1994
- 『エッジを疾る 異文化を拓く人びと』スコラ, 1995
- 『神谷美恵子 聖なる声』講談社, 1997、文春文庫, 2001
- 『信濃に生きる 長寿の里を訪ねて』共同通信社 1999
- 『祈り 美智子皇后』文藝春秋 1999、文春文庫 2001
- 『家族の原風景』論創社 2004
- 『リゾート軽井沢の品格 軽井沢はなぜ、高級別荘地になったか』軽井沢新聞社 2009

### 翻訳
- トム・ヘイドン『叛裁判』梅谷昇と共訳 都市出版社, 1971
- トム・ヘイドン『反戦裁判』梅谷昇と共訳 三崎書房, 1972

## 作詞提供
- 今陽子「Rainy Woman」（宮哲郎・名義）
- 長沢由利香「恋はショッキング・ブルー」（宮哲郎・名義）